# Xã Sweden, Quận Potter, Pennsylvania
Xã Sweden (tiếng Anh: Sweden Township) là một xã thuộc quận Potter, tiểu bang Pennsylvania, Hoa Kỳ. Năm 2010, dân số của xã này là 872 người.